# H1 (histon)
Proteinska obitelj H1 histona čini ključnu komponentu kromatina te se vežu na česticu srži nukleosoma oko mjesta ulaska i izlaska DNA. Postoji nekoliko podvrsta H1 histona te mnogo posttranslacijskih modifikacija što čini proučavanje ove obitelji proteina izazovnim

## Struktura
Povezujući histon H1 tipično je dugačak oko 200 aminokiselina te je veći od središnjih histona s molekulskom masom većom od 20 kDa. Sastoji se od 3 dijela: N-terminusa, C-terminusa te središnje globularne domene. N-terminus čini od 13 do 40 aminokiselina, te ova domena nije važna za vezanje nukleosoma. C-terminus čini 100 aminokiselina te je ona u interakciji sa povezujućom DNA i važna je za stabilizaciju struktura kromatina višeg reda. N-terminus i C-terminus skraćeno CTD građeni su od bazičnih aminokiselina poput lizina, alanina i prolina te su intrinzično nesređeni zbog čega su vrlo fleksibilni. Središnja globularna domena građena je od oko 80 aminokiselina te veže zavojnicu DNA koja je u interakciji s nukleosomima.

## Izoforme
Povezujući H1 najraznovrsnija su klasa histonskih proteina. Postoji 11 različitih histonskih izoformi u stanicama sisavaca. Pet od njih (H1.1, H1.2, H1.3, H1.4 I H1.5) specifično je za S podfazu. H1.0, H1.1, H1.2 te H1.3 izoforme nalaze se u eukromatinskim energijama dok se izoforme H1.4 i H1.5 nalaze u heterokromatinskim regijama jezgre.

## Funkcije
Za razliku od ostalih histona povezujući se histon H1 nalazi se u srži nukleosoma. On se veže za povezujuću DNK na mjestima na kojima ona ulazi u i izlazi iz nukleosoma, zbog čega je iznimno važan za stabilizaciju cijelog kompleksa. Histon H1 je primarno protein s arhitektonskom funkcijom, ali se smatra da igra ulogu i u kompaktnosti kromatina  te u ekspresiji gena.

In vitro, histon H1 zadužen je za nastajanje lokalnih i međumolekularnih interakcija između nukleosoma te na taj način doprinosi nastanku i stabilizaciji kromatinskih vlakana i oligomera. Kod delecije gena za histon H1 in vivo, stanične jezgre postanu znatno povećane i postoje dokazi o smanjenoj sposobnosti kondenzacije kromatina.
Dugo se godina smatralo da je histon H1 inhibitor transkripcije jer onemogućuje RNA polimerazi  da dođe do DNK koja se nalazi unutar nukleosoma pričvršćenog histonom H1. No, neka su istraživanja pokazala kako je imunosignal histona H1 jači u transkripcijski aktivnim genima nego u onima koji su neaktivni, te se zato smatra da bi histon H1 mogao služiti i kao aktivator transkripcije. Posttranslacijske modifikacije histona H1 vrlo vjerojatno imaju utjecaj na to kako histon H1 regulira transkripciju. Primjerice, fosforilacija histona H1 pokazala je smanjeni afinitet histona H1 prema kromatinu, te zbog toga vodi ka opuštenijoj strukturi kromatina i povećanoj transkripciji.

## Bolesti
Različite izoforme histona H1 povezuju se s razvojem različitih bolesti. U stanicama raka primijećena je promjena razine ekspresije mRNA proteina te kod tumorigeneze može negativno utjecati na transkripciju bitnih tumor-supresorskih gena. Osim tumora, istraživanja pokazuju i ulogu u razvoju Alzheimerove bolesti zbog mogućnosti formiranja struktura nalik amilodinim plakovima što se smatra glavnim uzrokom pojave bolesti.